# Stadtbefestigung Biberach

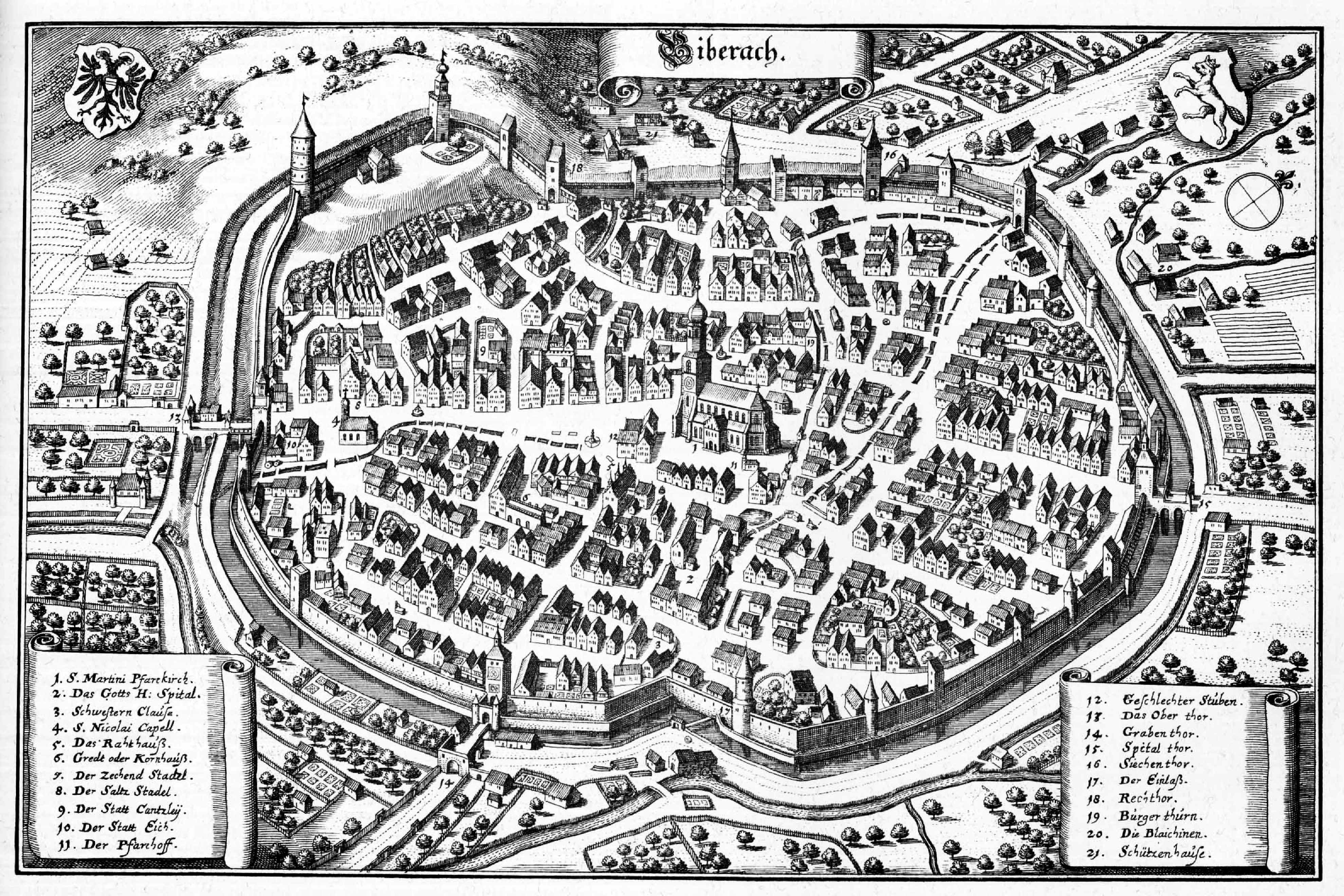
Kupferstich aus dem 17. Jahrhundert von Matthäus Merian

Die Stadtbefestigung Biberach war die aus Mauern, Graben und Zwingmauern bestehende Festung der Stadt Biberach an der Riß. Im 19. Jahrhundert wurde sie fast vollständig entfernt. Reste stehen heute unter Denkmalschutz.

## Geschichte
Im ausgehenden 12. bzw. frühen 13. Jahrhundert wurden erste Teile der Befestigung erstellt. Im 13. Jahrhundert ermöglichte die Stadtbefestigung wohl an nur vier Toren Zugang zur Stadt. Sie bestand aus einem doppelten Mauerring mit bis zu zwei Meter dicken und bis zu sechs Meter hohen Mauern, niedrigeren Zwingermauern, Tief- und Wassergräben sowie Türmen und Stadttoren: unter anderem der mit Namen bekannte Bürgerturm, der Gigelturm, der Ehinger Turm und der Weiße Turm sowie das Grabentor, das Hegeler Tor, das Rechtor, das Riedlingertor (auch Obertor), das Siechtentor (auch Ehinger Tor) und das Ulmer Tor (auch Spitaltor). Die tiefer gelegenen Gräben waren mit Wasser geflutet. Um 1800 wurde damit begonnen, die äußere schwächere Mauer, die Zwingermauern und einzelne Mauerpartien der inneren Mauer abzureißen. Als Reaktion auf einen franzosenfeindlichen Anschlag an die vier Stadttore im Februar 1813 wurde der Abbruch sämtlicher Mauerwerke in Biberach angeordnet, wozu es jedoch nicht kam. Im Oktober 1836 wurde das abendliche Schließen der Stadttore und der Einbehalt von Torgeld aufgehoben, womit die Stadtbefestigung ihre letzte Bedeutung verlor. Daraufhin wurden große Teile der Mauer und die Mehrzahl der Tore und Türme abgerissen. Die Gräben wurden im 19. Jahrhundert von der Stadt verkauft – zur Tilgung der Kriegsschulden – und eingeebnet. Ein Teil der Gräben wurden in Gärten umgewandelt (Stadtgarten). Heute ist von der Befestigung nur noch ein zusammenhängender Teil im Bereich des Gigelbergs vorhanden. Die dortige Befestigung, der dortige Weiße Turm, Hochwart und Gigelturm sowie am anderen Ende der Altstadt befindliche Ulmer Tor stehen heute unter Denkmalschutz. Weitere kürzere Mauerabschnitte sind entlang des Innenstadtringes erhalten. 

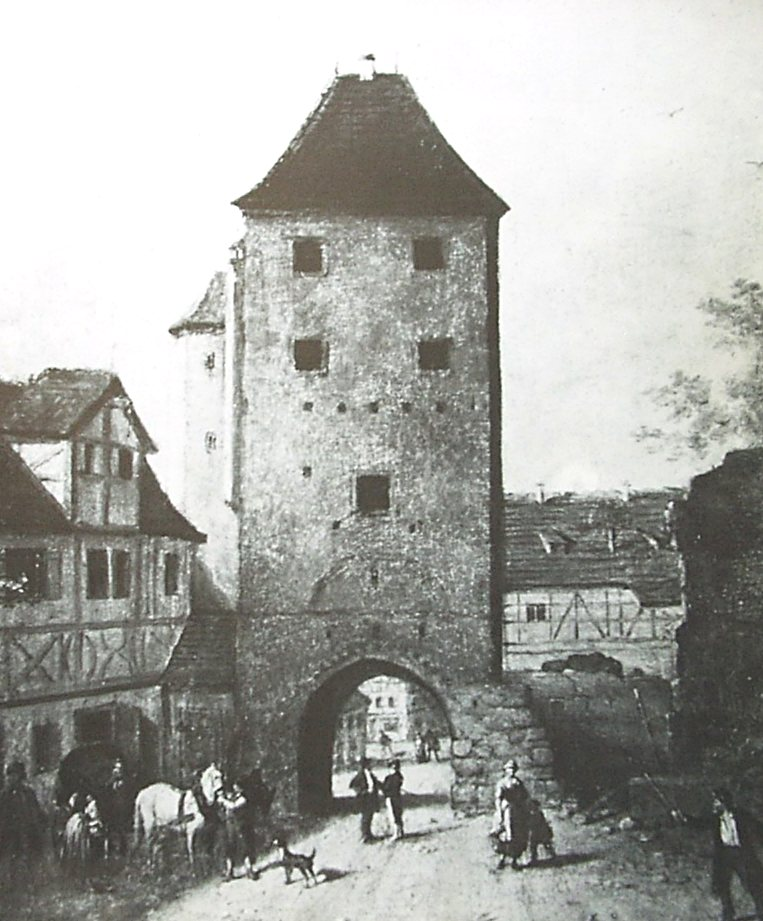
Bürgerturm
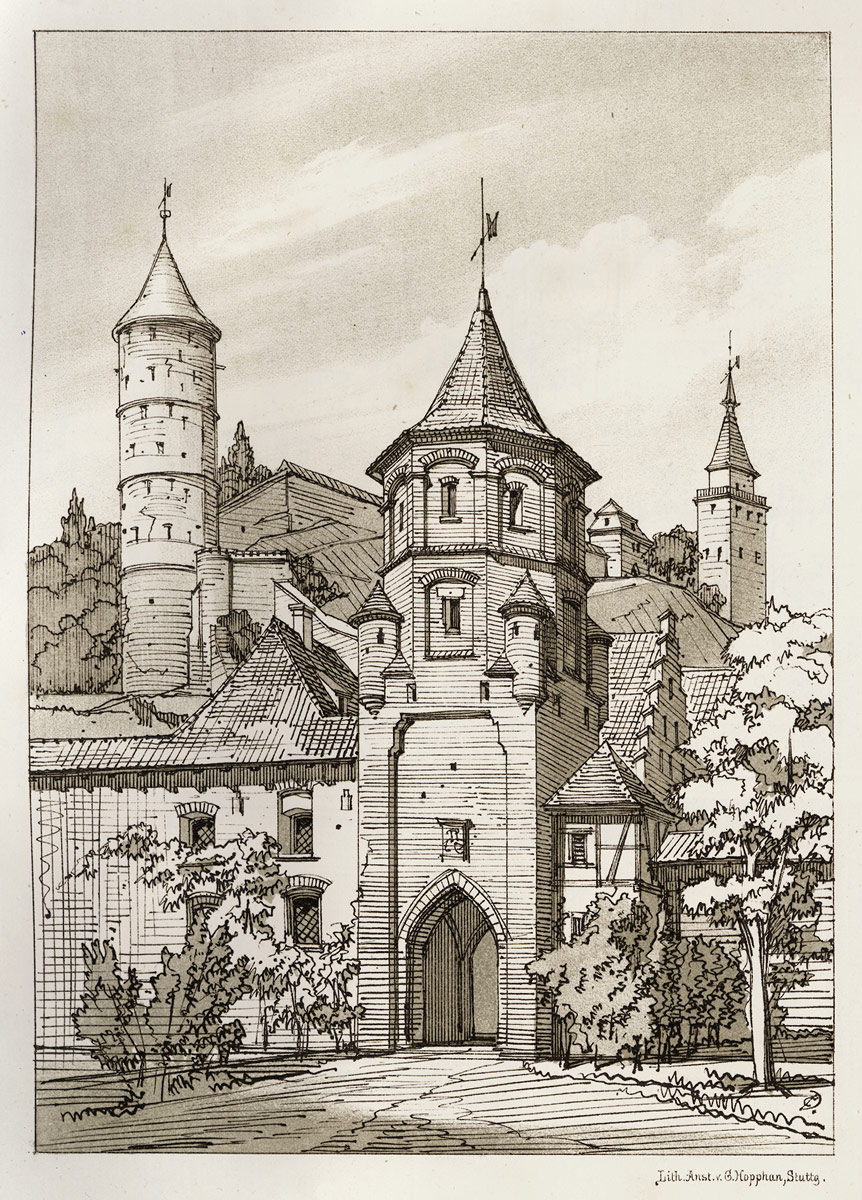
Riedlingertor (abgebrochen 1870), Weißer Turm und Gigelturm
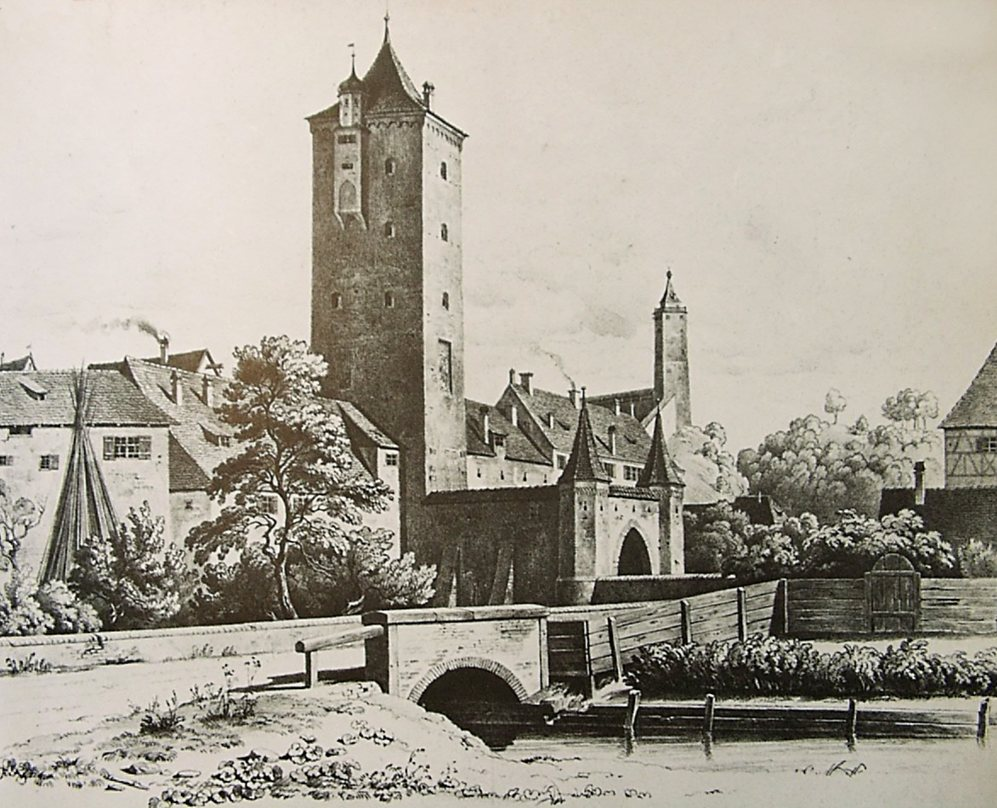
Ehinger Turm
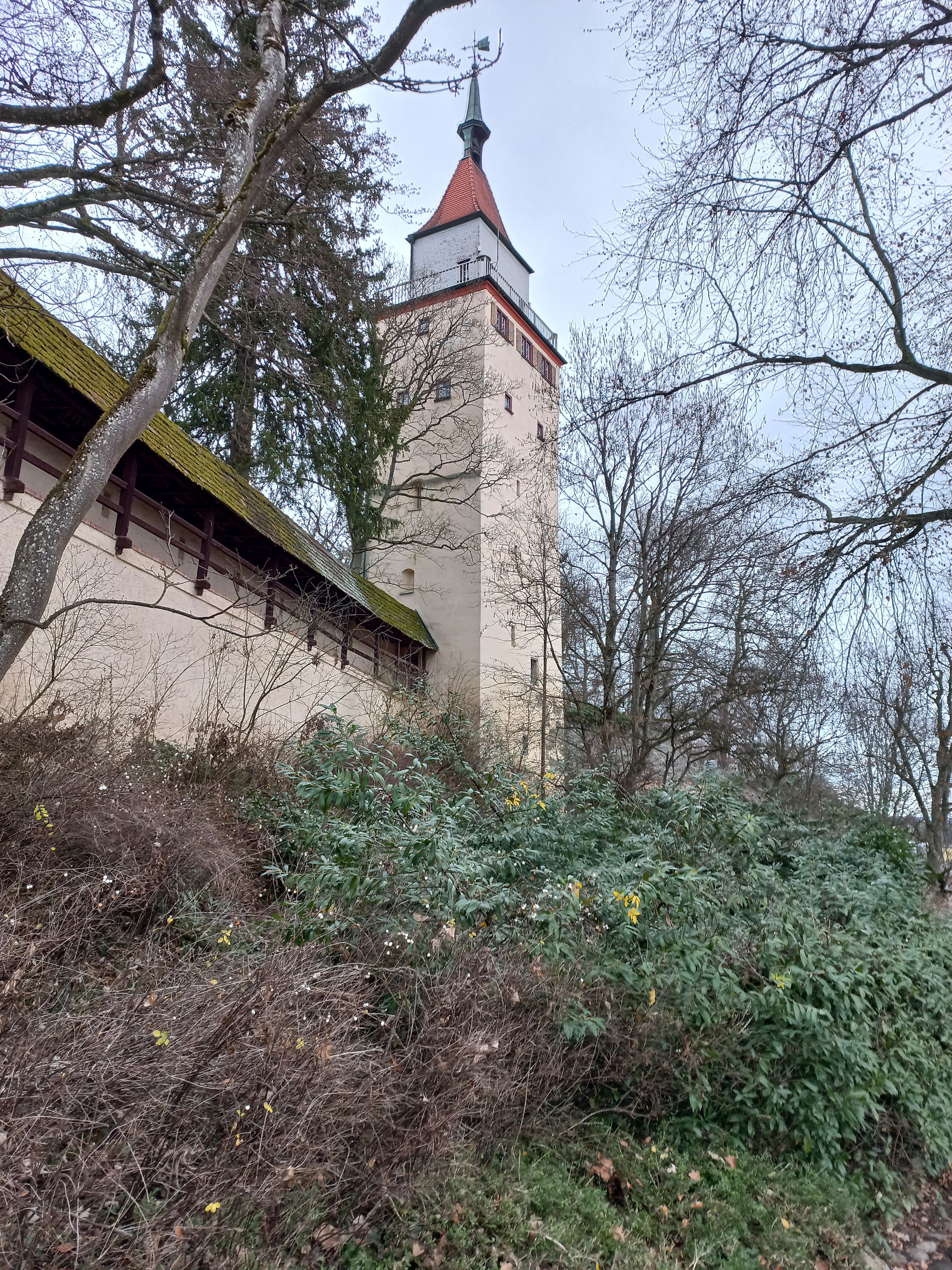
Gigelturm und Teile der Stadtmauer
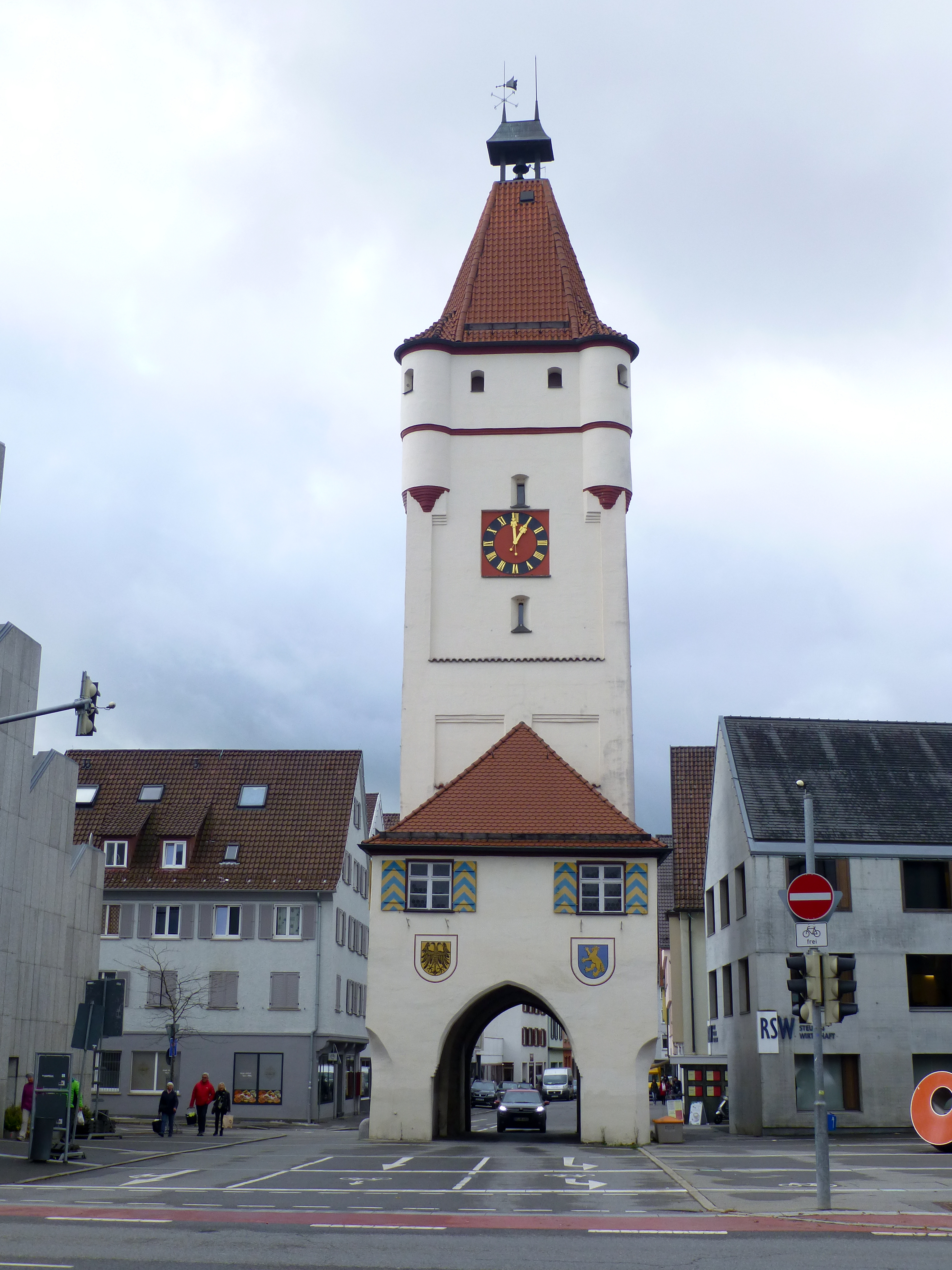
Ulmer Tor
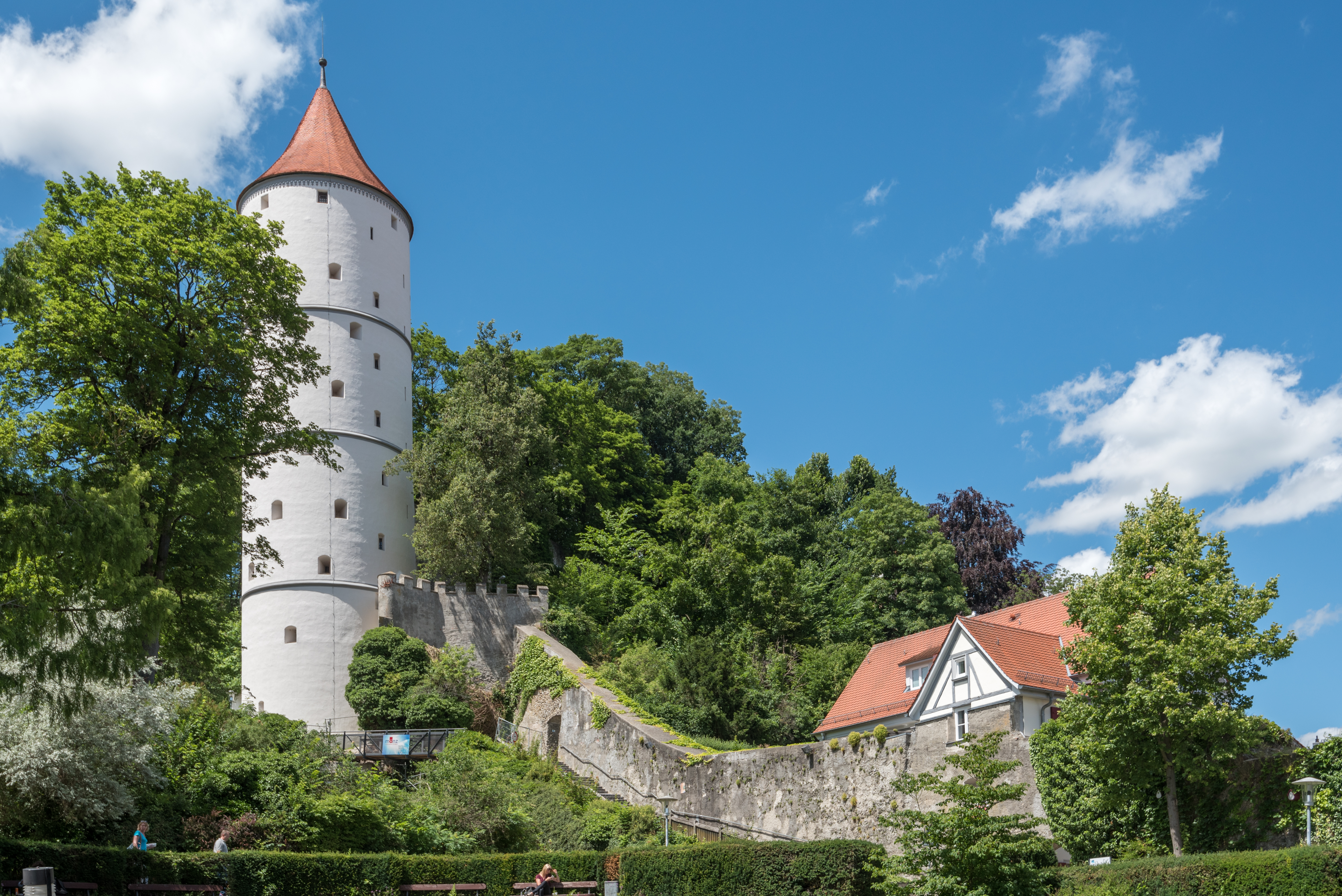
Weißer Turm und Teile der Stadtmauer